# 1435
Пізнє Середньовіччя •  Відродження •  Реконкіста •  Ганза •  Столітня війна •  Ацтецький потрійний союз

## Геополітична ситуація
Османську державу очолює Мурад II (до 1444). Імператором Візантії є Іоанн VIII Палеолог (до 1448), а імператором Священної Римської імперії — Сигізмунд I Люксембург (до 1437). У Франції королює Карл VII Звитяжний.
Апеннінський півострів розділений: північ належить Священній Римській імперії, середню частину займає Папська область, південь належить Неаполітанському королівству. Деякі міста півночі: Венеція, Флоренція, Генуя тощо, мають статус міст-республік.
Майже весь Піренейський півострів займають християнські Кастилія і Леон, де править Хуан II (до 1454), Арагонське королівство на чолі з Альфонсо V Великодушним (до 1458) та Португалія, де королює Дуарте I Португальський (до 1438). Під владою маврів залишилися тільки землі на самому півдні.
Генріх VI є королем Англії (до 1461). У Кальмарській унії (Норвегії, Данії) королює Ерік Померанський. В Угорщині править Сигізмунд I Люксембург (до 1437). Королем польсько-литовської держави є Владислав III Варненчик (до 1444). У Великому князівстві Литовському княжить Сигізмунд Кейстутович (до 1440).
Частина руських земель перебуває під владою Золотої Орди. Галичина входить до складу Польщі. Волинь належить Великому князівству Литовському. Московське князівство очолює Василь II Темний.
На заході євразійських степів править Золота Орда. У Єгипті панують мамлюки, а Мариніди — у Магрибі. У Китаї править династія Мін. Значними державами Індостану є Делійський султанат, Бахмані, Віджаянагара. В Японії триває період Муроматі.
У Долині Мехіко править Ацтецький потрійний союз на чолі з Іцкоатлем (до 1440). Цивілізація майя переживає посткласичний період. Проходить становлення цивілізації інків.

## Події

Французькі землі, підконтрольні французам, англійцям та бургундцям станом на 1435 рік

- 1 вересня в битві під Вількомиром війська Сигізмунда Кейстутовича завдали поразки силам Свидригайла Ольгердовича. Створене Свидригайлом Велике князівство Руське (1432—1435) припинило існування.
- Страчено митрополита Герасима.
- У Швеції очільник повстанців Енгельбрект Енгельбректсон скликав перший в історії країни риксдаг.
- Король Кальмарської унії Ерік Померанський змушений відмовитися від володінь у Шлезвігу, південь якого став практично незалежним.
- Померла королева Неаполітанського королівства Джованна II. Перед смертю вона передала королівство Рене Анжуйському, однак йому потрібно ще було відстояти свої права в боротьбі з королем Арагону Альфонсо V.
- Генуезький флот завдав поразки арагонському в морській битві біля Понци. Король Арагону Альфонсо V Великодушний потрапив у полон.
- У Генуї спалахнуло повстання проти правління міланського герцога.
- Герцог Бургундії Філіп III Добрий підписав в Аррасі договір з королем Франції Карлом VII Звитяжним. Бургундці розірвали союз з англійцями й перекинулися на бік французів.
- Засновано герцогство Святого Сави, майбутня Герцеговина.
- Засновано орден мінімів.
- Імператором Китаю став Чжу Цічжень.

## Народились
- 20 січня — Асікаґа Йосімаса, 8-й сьоґун сьоґунату Муроматі.